# Josh Mason
Joshua Mason Akinwunmi (Birmingham, 19 de março de 2002) é um automobilista britânico que participou do Campeonato de Fórmula 2 da FIA de 2023 com a equipe PHM Racing by Charouz. Ele venceu corridas na Fórmula Regional da Oceania, bem como nos campeonatos Eurofórmula Open e na Fórmula 3 Britânica.

## Carreira
De ascendência caribenha e nigeriana, ele cresceu entre Sussex e as Ilhas Caimã.
Mason começou a sua carreira no kart aos 14 anos de idade, participando de corridas em clubes antes de se mudar para as corridas de carros.
Em 2018, Mason migrou para os monopostos, participou da MRF Challenge Fórmula 2000 e da Fórmula 3 Britânica. Ele ficou nas duas categorias por três anos, na F3 ele venceu uma vez e conseguiu dois pódios.
Em 2021, Mason migrou para a Euroformula Open pela equipe CryptoTower Racing. No ano seguinte, ele venceu uma corrida e conquistou dois pódios, terminando o campeonato em quinto lugar.

### Fórmula Regional
No início de 2023, Mason se juntou ao Campeonato de Fórmula Regional da Oceania de 2023. Ele conquistou uma vitória em Manfeild, com Mason terminando em oitavo na classificação geral.

### Fórmula 2
Durante a temporada de 2023 da Fórmula 2, Mason foi chamado para substituir o então estreante Brad Benavides na PHM Racing. Ele se tornou o primeiro piloto negro na categoria de base da Fórmula 1 desde Jann Mardenborough em 2015. Sua estreia foi na etapa Bélgica, mas seu bólido teve falha mecânica e Mason teve que ser empurrado pelos mecânicos até os boxes. Apesar disso, ele terminou a corrida na décima-nona colocação.
Com um carro limitado, Mason não pôde fazer muito, sua melhor posição foi o décimo-primeiro lugar na corrida principal de Monza. Ele encerrou a temporada em 24º na tabela, sem nenhum ponto conquistado.

### Road to Indy
Em fevereiro de 2024, Josh Mason assinou com a Abel Motorsports para disputar a Indy NXT, categoria de acesso à Fórmula Indy. Ele correrá com o carro de número 23, ao lado do também estreante Yuven Sundaramoorthy e de Jacob Abel.